# Lloyd Nolan
Lloyd Benedict Nolan (* 11. August 1902 in San Francisco, Kalifornien; † 27. September 1985 in Los Angeles, Kalifornien) war ein US-amerikanischer Schauspieler.

## Leben
Der Sohn eines Schuhfabrikanten begann sich während seiner Zeit am College für die Schauspielerei zu interessieren. Er verließ die Stanford University, um Bühnenschauspieler zu werden, und begann 1927 eine Schauspielausbildung am Pasadena Playhouse. In den späten 1920er-Jahren begann er am Broadway zu arbeiten. Seinen ersten großen Erfolg hatte er 1933 in der Broadway-Produktion One Sunday Afternoon. Bei späteren Verfilmungen dieses Theaterstücks wurde seine Rolle jeweils von Gary Cooper und James Cagney gespielt. Im Laufe seiner Karriere war er als Schauspieler im Theater, Film, Fernsehen und Radio tätig. Zwar wurde er nie zu einem Filmstar, aber zu einem sehr respektierten Charakterdarsteller in Haupt- und Nebenrollen – die Los Angeles Times bezeichnete ihn in ihrem Nachruf als „actor’s actor“ (Schauspieler der Schauspieler), da er gerade vielen Schauspielkollegen aufgrund seines Fleißes und seiner stets professionellen Darstellungen ein Vorbild gewesen sei.
Nolan gab sein Filmdebüt 1935 in Der FBI-Agent an der Seite Cagneys. In der folgenden Zeit spielte er Hauptrollen in B-Movies, während es in aufwendigeren A-Produktionen bei prägnanten Nebenrollen blieb – etwa als freundlicher Polizist in Elia Kazans Filmdrama Ein Baum wächst in Brooklyn von 1945. Anfang der 1940er Jahre spielte Nolan in einigen B-Kriminalfilmen mit dem Privatdetektiv Michael Shayne einen Rollentypus, dem ähnlich von Humphrey Bogart mit seiner Verkörperung von Dashiell Hammetts Sam Spade. Daneben spielte er einige Offiziere in Weltkriegsfilmen, Gangster in Kriminalfilmen sowie Bösewichte in Western.
Als das neue Medium Fernsehen an Popularität begann, trat Nolan auch dort auf. 1956 wurde Nolan für seine Arbeit in einer Episode der Fernsehserie Ford Star Jubilee mit einem Emmy Award ausgezeichnet. Er spielte darin die Rolle des paranoiden Kapitän Queeg, die Humphrey Bogart zuvor bereits im Kinofilm Die Caine war ihr Schicksal international bekannt gemacht hatte. Ab 1953 hatte Nolan die Figur des Kapitän Queeg in dem Theaterstück The Caine Mutiny Court-Martial bereits am Broadway mit Erfolg gespielt. Von 1968 bis 1971 hatte er an der Seite von Diahann Carroll eine der Hauptrollen als Dr. Morton Chegley in der Arztserie Julia. Lloyd Nolan arbeitete bis zu seinem Tod als Schauspieler, sein filmisches Schaffen umfasst mehr als 160 Film- und Fernsehproduktionen.
Zu seiner bekanntesten Altersrolle wurde seine letzte Filmrolle: In Woody Allens Hannah und ihre Schwestern spielte er an der Seite von Maureen O’Sullivan den Vater der drei Schwestern. Nolan starb noch vor der Premiere des Films an Lungenkrebs.

## Filmografie (Auswahl)
- 1935: Der FBI-Agent (G Men)
- 1936: Große braune Augen (Big Brown Eyes)
- 1936: Texas Rangers (The Texas Rangers)
- 1937: Assistenzarzt Dr. Kilder (Internes Can’t Take Money)
- 1937: Jeder Tag ein Feiertag (Every Day’s a Holiday)
- 1937: Frisco-Express (Wells Fargo)
- 1938: Gefährliche Mitwisser (Dangerous to Know)
- 1940: The House Across the Bay
- 1940: The Man I Married
- 1940: Johnny Apollo
- 1940: Michael Shayne: Private Detective
- 1940: Behind the News
- 1941: Blues in the Night
- 1941: Dressed to Kill
- 1942: The Man Who Wouldn’t Die
- 1943: Guadalkanal – die Hölle im Pazifik (Guadalcanal Diary)
- 1943: Bataan
- 1944: Resisting Enemy Interrogation
- 1945: Ein Baum wächst in Brooklyn (A Tree Grows in Brooklyn)
- 1945: Das Haus in der 92. Straße (The House on 92nd Street)
- 1945: Die tollkühnen Abenteuer des Captain Eddie (Captain Eddie)
- 1946: Irgendwo in der Nacht (Somewhere in the Night)
- 1946: Two Smart People
- 1947: Die Dame im See (Lady in the Lake)
- 1947: Rauhe Ernte (Wild Harvest)
- 1948: Green Grass of Wyoming
- 1948: Straße ohne Namen (The Street with no Name)
- 1949: The Sun Comes Up
- 1949: Gefängnis ohne Gitter (Bad Boy)
- 1951: The Lemon Drop Kid
- 1953: Crazylegs
- 1953: Das letzte Signal (Island in the Sky)
- 1956: Die letzte Jagd (The Last Hunt)
- 1956: Geheime Fracht (Santiago)
- 1956: Einst kommt die Stunde (Toward the Unknown)
- 1957: Die Angst hat tausend Namen (Seven Waves Away)
- 1957: Giftiger Schnee (A Hatful of Rain)
- 1957: Glut unter der Asche (Peyton Place)
- 1958/1960: Abenteuer im wilden Westen (Zane Grey Theater, Fernsehserie, 2 Folgen)
- 1959: Vater ist der Beste (Father Knows Best, Fernsehserie, Folge 6x05)
- 1959: Die Unbestechlichen (The Untouchables, Fernsehserie, Folge 1x04)
- 1959–1962: Am Fuß der blauen Berge (Laramie, Fernsehserie, 3 Folgen)
- 1960: Bonanza (Fernsehserie, Folge 1x24 Vergeltung nach 20 Jahren)
- 1960: Das Geheimnis der Dame in Schwarz (Portrait in Black)
- 1961: Nur eine einzige Nacht (Susan Slade)
- 1962: Auf zur Navy (We Joined the Navy)
- 1963: Der Killer wird gekillt (The Girl Hunters)
- 1963: 77 Sunset Strip (Fernsehserie, 3 Folgen)
- 1963–1967: Die Leute von der Shiloh Ranch (The Virginian, Fernsehserie, 3 Folgen)
- 1964: Circus-Welt (Circus World)
- 1965: Daniel Boone (Fernsehserie, Folge 1x19)
- 1965: Das Baby und der Haustyrann (Never Too Late)
- 1966: Mord aus zweiter Hand (An American Dream)
- 1967: Der doppelte Mann (The Double Man)
- 1967: Mannix (Fernsehserie, Folge 1x01 Finden Sie Angela)
- 1968: Eisstation Zebra (Ice Station Zebra)
- 1968: Hängt den Verräter! (Sergeant Ryker)
- 1968: Tennisschläger und Kanonen (I Spy, Fernsehserie, Folge 3x22)
- 1968–1971: Julia (Fernsehserie, 83 Folgen)
- 1970: Airport
- 1973: Ein Sheriff in New York (McCloud, Fernsehserie, Folge 4x01)
- 1974: Der Magier (The Magician, Fernsehserie, 2 Folgen)
- 1974: Erdbeben (Earthquake)
- 1975: Abenteuer der Lüfte (The Sky’s the Limit)
- 1977: McMillan & Wife (Fernsehserie, Folge 6x05)
- 1977: Make-up und Pistolen (Police Woman, Fernsehserie, Folge 4x07)
- 1977: Ich bin der Boss – Skandal beim FBI (The Private Files of J. Edgar Hoover)
- 1977: Tote Killer morden nicht (The Mask of Alexander Cross) (Fernsehfilm)
- 1977: Novemberplan (The November Plan)
- 1978: Die Waltons (The Waltons, Fernsehserie, Folge 6x20)
- 1978: Quincy (Quincy, M.E., Fernsehserie, Folge 4x03)
- 1984: Remington Steele (Fernsehserie, Folge 3x09)
- 1984: Engel auf Abwegen (It Came upon the Midnight Clear) (Fernsehfilm)
- 1985: Mord ist ihr Hobby (Murder, She Wrote, Fernsehserie, Folge 2x03)
- 1986: Hannah und ihre Schwestern (Hannah and Her Sisters)